# Българско училище „Васил Левски“ (Париж)
Българско училище „Васил Левски“ (на френски: École bulgare "Vassil Levski") е училище на българската общност в Париж, Франция. Директор на училището е Меглена Желева.

## История
През 2006 г. се създава Асоциация „Българско училище в Париж“, като в учебната програма се въвеждат и часове по български език, преподавани от специалист по начална педагогика. През 2008 г. за патрон на училището е избран великият българин Васил Иванов Кунчев – Левски.
То е пряк наследник на създаденото през 2001 г. от актрисата Ана Танчева „Малко неделно училище“, привлякло деца от 3 до 7-годишна възраст и организирало многобройни срещи с артисти, актьори, писатели, ателиета и спектакли.

## Обучение
В училище „Васил Левски“ се обучават деца, разпределени в 4 учебни нива. Под ръководството на своите учители – 2 начални педагози, детска учителка и хореограф, те изучават български език и литература. В ателието „Български традиции и обичаи“ опознават българските си корени, запознават се с фолклора, традициите и обичаите на България и заедно отбелязват по-големите български официални празници и събития.